# Adam Svoboda
Adam Svoboda, född 26 januari 1978 i Brno, Tjeckoslovakien, död 7 maj 2019 i Pardubice, Tjeckien, var en tjeckisk ishockeymålvakt som sedan 2009 spelade för Nürnberg Ice Tigers.

## Karriär
Svoboda har tidigare spelat för HC Sparta Praha, HC Pardubice, Sinupret Ice Tigers, HC Lada Togliatti, Timrå IK och HC Slavia Prague. 2005 blev han världsmästare med Tjeckiens landslag.

### Fotnoter
1. ↑  Kristoffer Bergström, Tomas Ros (7 maj 2019). ”Förre Timråmålvakten Adam Svoboda död” (på svenska). Sportbladet. https://www.aftonbladet.se/sportbladet/hockey/a/BRkAge/forre-timramalvakten-adam-svoboda-dod. Läst 7 maj 2019.